# اندیس کرومیت جلیل حاجی‌آباد
کرومیت جلیل حاجی آباد یک اندیس فلزی است که در حوالی شهر حاجی آباد استان سیستان و بلوچستان قرار دارد و مادهٔ معدنی موجود در آن، کرومیت است.سنگ میزبان این اندیس پریدوتیت آلتره و تکتوننیزه است و دیرینگی آن به دوران کرتاسه بالایی تا پالئوسن می‌رسد. 